# The Muppets Mayhem
The Muppets Mayhem es una serie de televisión de  musical y comedia estadounidense basada en los personajes creados por Jim Henson. La serie fue desarrollada por Adam F. Goldberg, Bill Barretta y Jeff Yorkes, para ABC Signature y The Muppets Studio, y se estrenó en Disney+ el 10 de mayo de 2023.

## Premissa
La ejecutiva júnior de A&R, Nora, debe lidiar con la locura causada por Dr. Teeth y Electric Mayhem, quienes se enfrentan cara a cara con el negocio musical moderno mientras intentan grabar su primer álbum de platino.

## Reparto
- Lilly Singh como Nora Singh
- Tahj Mowry como Gary "Moog" Moogwski
- Saara Chaudry como Hannah Singh

### Artistas de los Muppets
- Bill Barretta como Dr. Teeth, David Cactus, Gerald Teeth, Jr.
- Leslie Carrara-Rudolph como Penny Waxman, la jefa de Nora
- Dave Goelz como Zoot, Jimmy Shoe, Waldorf
- Eric Jacobson como Animal, Bebé Animal
- Peter Linz como Lips, Statler
- David Rudman como Janice
- Matt Vogel como Floyd Pepper, Young Floyd, Stephanie D'Abruzzo como Tina Teeth, la madre del Dr. Teeth
- David Bizzaro como Gerald Teeth, Sr., padre del Dr. Teeth

## Episodios
| Serie # | Título                                    | Dirigido por   | Escrito por                                    | Emisión original   | Emisión en Latinoamérica |
| --- | ----------------------------------------- | -------------- | ---------------------------------------------- | ------------------ | ------------------------ |
| 1 | — «Track 1: Can You Picture That»         | Matt Sohn      | Bill Barretta, Adam F. Goldberg y Jeff Yorkes  | 10 de mayo de 2023 | 10 de mayo de 2023       |
| Nora Singh es asistente en Wax Town Records y se desanima al saber que su jefe está cerrando la empresa. Al revisar los archivos mientras los tritura, se entera de que Dr. Teeth y Electric Mayhem le debe un álbum al sello. Ella convence a la banda para que venga a Los Ángeles a grabar, pero le resulta difícil controlar sus impulsos y la falta de dirección. Las cosas solo se ponen más difíciles cuando se revela que el Dr. Teeth es un ex amante del jefe de Nora, Penny. |                                           |                |                                                |                    |                          |
| 2 | — «Track 2: True Colors»                  | Matt Sohn      | Bill Barretta & Jeff Yorkes                    | 10 de mayo de 2023 | 10 de mayo de 2023       |
| Nora intenta que la banda trabaje en el álbum y el superfan Moog accede a ayudar. La banda se pone a trabajar en ideas para canciones organizando una fiesta mientras Nora intenta convencer a Penny de que no venda el catálogo de música de Wax Town a su antiguo asistente, JJ, ahora un rico desarrollador de aplicaciones. La alergia de Janice a las mentiras complica las cosas, por lo que Nora intenta convencer a Zedd para que produzca el álbum de Mayhem.                  |                                           |                |                                                |                    |                          |
| 3 | — «Track 3: Exile on Main Street»         | Matt Sohn      | Donielle Muransky                              | 10 de mayo de 2023 | 10 de mayo de 2023       |
| Zedd se ofrece a producir el álbum de Mayhem en su estudio, pero solo usa muestras de ellos para mezclar una canción a través de IA. Animal se enoja cuando piensa que la banda ya no lo necesita, por lo que busca un trabajo regular. Mientras la banda busca a su baterista, Nora discute con su hermana, Hannah, y se muda. |                                           |                |                                                |                    |                          |
| 4 | — «Track 4: The Times They Are A-Changin» | Matt Sohn      | Crystal Shaw                                   | 10 de mayo de 2023 | 10 de mayo de 2023       |
| Nora, Moog y Mayhem descubren un estudio de grabación (y Cheech & Chong) en el sótano de The Shack y deciden autograbar su álbum. Sin embargo, Moog y Nora se enfrentan sobre qué dirección tomar con el álbum. Mientras tanto, Janice se encarga de hacer las paces entre Nora y Hannah. |                                           |                |                                                |                    |                          |
| 5 | — «Track 5: Break on Through»             | Robert Cohen   | Julie Bean                                     | 10 de mayo de 2023 | 10 de mayo de 2023       |
| The Mayhem continúa teniendo problemas para escribir material nuevo para el álbum, por lo que Nora los lleva a un retiro en el desierto. Los eventos toman un giro extraño cuando Nora y la banda comen una bolsa de malvaviscos que caducó hace 30 años y comienzan a alucinar mientras Moog intenta mantener a todos bajo control. |                                           |                |                                                |                    |                          |
| 6 | — «Track 6: Fortunate Son»                | Kimmy Gatewood | Hannah Friedman                                | 10 de mayo de 2023 | 10 de mayo de 2023       |
| Nora, Moog y Mayhem se sorprenden desagradablemente con la visita de los padres separados del Dr. Teeth, que quieren que regrese a casa y se haga cargo de la práctica dental familiar, y Nora intenta ayudarlo a volver a la normalidad. Mientras tanto, Animal intenta darle a Moog un mensaje importante sobre Nora. |                                           |                |                                                |                    |                          |
| 7 | — «Track 7: Eight Days a Week»            | Matt Sohn      | Jeff Yorkes                                    | 10 de mayo de 2023 | 10 de mayo de 2023       |
| Nora intenta ayudar a generar entusiasmo por el álbum haciendo que Kevin Smith filme un documental sobre sus sesiones de grabación en ocho días. Varios temas, principalmente el creciente triángulo amoroso entre Moog, Nora y JJ, aumentan las tensiones entre los miembros de la banda y hacen que la filmación se convierta en un caos. |                                           |                |                                                |                    |                          |
| 8 | — «Track 8: Virtual Insanity»             | Kimmy Gatewood | Hans Rodionoff & Gabriela Rodriguez            | 10 de mayo de 2023 | 10 de mayo de 2023       |
| Nora y JJ intentan publicitar el álbum introduciendo The Mayhem en Internet y la autocorrección convierte el tuit de Mayhem en una pesadilla de relaciones públicas. JJ usa el frenesí de los medios para reservar un concierto virtual dentro de Minecraft, para disgusto de Moog. Mientras tanto, JJ intenta convencer a Nora para que se mude con él y retome su relación romántica.                                                                                                 |                                           |                |                                                |                    |                          |
| 9 | — «Track 9: Drift Away»                   | Kimmy Gatewood | Donielle Muransky & Crystal Shaw               | 10 de mayo de 2023 | 10 de mayo de 2023       |
| El álbum está completo y The Mayhem han sido invitados a tocar en el Hollywood Bowl. Desafortunadamente, la banda se ha visto atrapada en sus nuevas actividades en solitario en línea. Esto lleva a Mayhem a anunciar su separación en vivo durante un podcast con Charlamagne tha God. Mientras tanto, Moog está molesto con Nora por las distracciones de la banda y su relación con JJ.                                                                                             |                                           |                |                                                |                    |                          |
| 10 | — «Track 10: We Will Rock You»            | Robert Cohen   | Bill Barretta & Adam F. Goldberg & Jeff Yorkes | 10 de mayo de 2023 | 10 de mayo de 2023       |
| Nora y Moog se embarcan en una misión para reunir a Mayhem a tiempo para el concierto del Hollywood Bowl. Sin embargo, después de que la rechazan, Nora se desanima y se va, lo que lleva a Animal a tomar medidas para salvar a su familia. |                                           |                |                                                |                    |                          |

## Producción

### Desarrollo
Después de una actuación en el Festival de Música y Artes Outside Lands de 2016, el artista y escritor de los Muppets, Bill Barretta, desarrolló una propuesta para una serie basada en Dr. Teeth y Electric Mayhem. Al mismo tiempo, el fan de los Muppets, Adam F. Goldberg y su socio Jeff Yorkes comenzaron a desarrollar su propio proyecto basado en los personajes; estaban interesados en un proyecto sobre la banda porque sentía que su falta de popularidad en comparación con otros personajes les permitía "hacer cualquier cosa con estos tipos, porque la gente los conoce lo suficiente". Si bien Yorkes originalmente le presentó la idea a Goldberg como un largometraje, él sugirió desarrollarla como una serie. Los tres finalmente comenzaron a trabajar juntos para combinar sus ideas en una sola serie.
El 7 de febrero de 2022, se informó que ABC Signature y The Muppets Studio estaban desarrollando una serie de 10 episodios basada en The Muppets para Disney+. Titulada The Muppets Mayhem, la serie será escrita por Goldberg junto a Barretta y Jeff Yorkes; la serie es la primera desarrollada por Goldberg para ABC luego de su acuerdo con el estudio en 2019. La decisión de desarrollar una serie basada en Dr. Teeth y Electric Mayhem surgió del éxito de una serie de videos musicales en el canal YouTube de los Muppets. La serie recibió luz verde poco antes de su anuncio, después de cerrar acuerdos con los artistas de los Muppets. Goldberg y Barretta también serán productores ejecutivos junto con Michael Bostick, Kris Eber y los ejecutivos de The Muppets Studio, David Lightbody y Leigh Slaughter, mientras que Yorkes será coproductor ejecutivo.

### Escribiendo
Los escritores de la serie incluyen a Julie Bean, Hannah Friedman, Crystal Shaw, Hans Rodionoff, Gabrielle Rodriguez y Danielle Maransky. Según el productor ejecutivo Kris Eber, los cineastas abordaron la serie como si fuera un largometraje de cinco horas de duración. La serie explora la historia de fondo de Electric Mayhem, que no se ha representado en proyectos anteriores;  los escritores trabajaron en estrecha colaboración con los artistas de los Muppets para garantizar que sus ideas se mantuvieran fieles a los personajes.
La serie tendrá un entorno más arraigado que la mayoría de las producciones de los Muppets, sin elementos como "frutas que hablan", y Goldberg dijo que el programa"[contaría] una historia normal en el mundo real con los Muppets". Goldberg dijo que esto se debía a que quería retratar a la banda como "personas reales, entidades reales que respiran y que pueden estar en el mundo real". La cantidad de elementos y personajes de los Muppets presentes en la serie se determinó según la naturalidad con la que se integraron en la historia, como la aparición de los conejitos de los Muppets, que Barretta describió como "algo que Animal siempre ha tenido". Si bien se consideraron las apariciones de personajes como Kermit the Frog y Miss Piggy, se descartaron temprano durante el desarrollo para mantener la serie enfocada en Electric Mayhem. Yorkes dijo que la comedia de la serie se derivaría de cómo la banda solo hace lo que quiere mientras Nora intenta guiarlos en la creación de su álbum.

### Fundición
Junto con el anuncio de la serie, se informó que Lilly Singh interpretaría a Nora, una ejecutiva júnior que lucha con el caos causado por The Electric Mayhem. Los artistas de los Muppets, Bill Barretta, Peter Linz, Eric Jacobson, Matt Vogel, David Rudman y Dave Goelz repitieron sus papeles como los miembros de Electric Mayhem, Dr. Teeth, Lips, Animal, Floyd Pepper, Janice y Zoot, respectivamente. El 5 de abril de 2022, se confirmó que Tahj Mowry se unió al elenco. El 9 de junio de 2022, Saara Chaudry y Anders Holm se unieron al elenco.

### Rodaje
La producción de The Muppets Mayhem comenzó el 25 de abril de 2022 y finalizó el 5 de agosto de 2022.  Craig Kief se desempeña como director de fotografía. Matt Sohn y Kimmy Gatewood dirigirán los episodios. El 2 de julio de 2022, se informó que se produjo un accidente en el que un camión de la tripulación se estrelló contra un árbol al borde de un acantilado cerca del Observatorio Griffith.

### Música
Linda Perry escribió canciones originales para la serie, además de actuar como productora musical ejecutiva. La partitura de la serie fue compuesta por Mick Giacchino. La serie también está configurada para presentar versiones de canciones preexistentes. Según Yorkes, las canciones incluidas se determinaron de acuerdo a cómo cada una encajaba en la historia de su episodio respectivo.

## Transmisión
Los 10 episodios de The Muppets Mayhem se estrenaron el 10 de mayo de 2023 en Disney+.